# Max Gluckman
Max Gluckman (Johannesburg, 26 gennaio 1911 – 13 aprile 1975) è stato un antropologo sudafricano.

## Biografia
Annoverato tra gli antropologi più rappresentativi della scuola di Manchester, Gluckman intraprese lo studio dell'azione sociale e delle differenze tra regole e comportamento e dei mezzi per ridurre i conflitti. Egli esaminò le relazioni tra stabilità e cambiamento; modificò, inoltre, l'idea di campo sostenendo che esso va costruito isolando spazi e tempi all'interno dei quali l'antropologo sia in grado di osservare e raccogliere dati e che il metodo antropologico circoscrive di volta in volta il campo d'indagine. Svolse ricerche sul campo nello Zululand (1936-38) e tra i Baraotse della Rhodesia del Nord (30 mesi dal 1940 al 1947). Fu l'iniziatore del "metodo dei casi", che sostituisce allo studio di un'intera popolazione quello di casi specifici.

## Opere
- Rituals of Rebellion in South-East Africa (1954)
- Order and Rebellion in Tribal Africa (London: Cohen and West; 1963)
- Politics, Law and Ritual in Tribal Society (1965) > Potere, diritto e rituale nelle società tribali (Boringhieri, 1977)
- The Allocation of Responsibility (1972)